# 월트 디즈니 픽처스의 영화 목록
이 항목은 월트 디즈니 픽처스에서 제작한 영화 목록을 기재한 것이다.

## 연도별 장편 영화

### 1930~1940년대
♣ 당시 인종에 관한 부적절한 묘사가 표현되어 있는 영화.
★ 전세계 Disney+ 서비스를 제외한 영화.
| 제목                     | 미국 개봉        | 비고                                |
| ------------------------ | ---------------- | ----------------------------------- |
| 백설공주와 일곱 난쟁이   | 1938년 2월 4일   |                                     |
| 피노키오                 | 1940년 2월 7일   |                                     |
| 환타지아♣                | 1940년 11월 13일 | 앤솔로지 영화                       |
| 리럭턴트 드래곤          | 1941년 6월 20일  | 디즈니 스튜디오를 돌아보는 안내영화 |
| 덤보♣                    | 1941년 10월 23일 |                                     |
| 밤비                     | 1942년 8월 13일  |                                     |
| 라틴아메리카의 밤        | 1943년 2월 6일   | 앤솔로지 영화                       |
| 공군력에 의한 승리★      | 1943년 7월 17일  | 선전 다큐영화, 애니메이션 활용      |
| 3인의 기사               | 1945년 2월 3일   | 앤솔로지 영화                       |
| 음악의 세계♣★            | 1946년 4월 20일  | 앤솔로지 영화                       |
| 남부의 노래♣★            | 1946년 11월 12일 |                                     |
| 미키와 콩나무            | 1947년 9월 27일  | 앤솔로지 영화                       |
| 멜로디 타임              | 1948년 5월 27일  | 앤솔로지 영화                       |
| 내 마음 가까이★          | 1948년 11월 29일 |                                     |
| 이카보드와 토드경의 모험 | 1949년 10월 5일  | 앤솔로지 영화                       |

### 1950년대
♣ 당시 인종에 관한 부적절한 묘사가 표현되어 있는 영화.
| 제목                        | 미국 개봉        | 비고                                                                      |
| --------------------------- | ---------------- | ------------------------------------------------------------------------- |
| 신데렐라                    | 1950년 2월 15일  |                                                                           |
| 보물섬                      | 1950년 7월 29일  |                                                                           |
| 이상한 나라의 앨리스        | 1951년 7월 28일  |                                                                           |
| 로빈 후드와 부하들          | 1952년 6월 26일  |                                                                           |
| 피터 팬♣                    | 1953년 2월 5일   |                                                                           |
| 칼과 장미                   | 1953년 7월 23일  |                                                                           |
| 사막은 살아있다             | 1953년 11월 10일 |                                                                           |
| 롭 로이                     | 1954년 2월 27일  |                                                                           |
| 베니싱 프레리               | 1954년 8월 16일  |                                                                           |
| 해저 2만리                  | 1954년 12월 23일 |                                                                           |
| 풍운아 데이비 크로켓        | 1955년 5월 25일  | 기존의 월트 디즈니 앤솔로지 텔레비전 드라마 방영분을 재편집하여 만든 영화 |
| 레이디와 트램프♣            | 1955년 6월 22일  |                                                                           |
| 아프리카의 사자             | 1955년 9월 14일  |                                                                           |
| 무법자                      | 1955년 12월 22일 |                                                                           |
| 기관차 대추적               | 1956년 6월 8일   |                                                                           |
| 데이비 크로켓과 강변의 해적 | 1956년 7월 18일  | 기존의 월트 디즈니 앤솔로지 텔레비전 드라마 방영분을 재편집하여 만든 영화 |
| 시크릿 오브 라이프          | 1956년 11월 6일  |                                                                           |
| 웨스트워드 호 더 웨건스     | 1956년 12월 20일 |                                                                           |
| 조니 트리메인               | 1957년 6월 19일  |                                                                           |
| 페리                        | 1957년 8월 28일  |                                                                           |
| 올드 옐러                   | 1957년 12월 25일 |                                                                           |
| 숲속의 빛                   | 1958년 7월 8일   |                                                                           |
| 화이트 와일드니스           | 1958년 8월 12일  |                                                                           |
| 통카                        | 1958년 12월 25일 |                                                                           |
| 잠자는 숲 속의 미녀         | 1959년 1월 29일  |                                                                           |
| 쉐기 독                     | 1959년 3월 19일  |                                                                           |
| 세가지 약속                 | 1959년 6월 26일  |                                                                           |
| 조로 더 어벤저              | 1959년 9월 10일  | 1959년 유럽 극장가를 대상으로 개봉                                        |
| 서드맨 온 마운틴            | 1959년 11월 10일 |                                                                           |
| 정글 캣                     | 1959년 12월 16일 |                                                                           |

### 1960년대
♣ 당시 인종에 관한 부적절한 묘사가 표현되어 있는 영화.
|   | 제목                              | 미국 개봉        | 비고                                                             |
| - | --------------------------------- | ---------------- | ---------------------------------------------------------------- |
| L | 토비 타일러                       | 1960년 1월 21일  |                                                                  |
| L | 키드내피드                        | 1960년 2월 24일  |                                                                  |
| L | 폴리애너                          | 1960년 5월 19일  |                                                                  |
| L | 싸인 오브 조로                    | 1960년 6월 11일  | 1958년 유럽 극장가 개봉, 1957년 조로 TV시리즈를 원작으로 한 작품 |
| L | Ten Who Dared                     | 1960년 11월 1일  |                                                                  |
| L | 로빈슨 가족♣                      | 1960년 12월 21일 |                                                                  |
| A | 101마리 강아지                    | 1961년 1월 25일  |                                                                  |
| L | 건망증 선생님                     | 1961년 3월 16일  |                                                                  |
| L | 페어런트 트랩                     | 1961년 6월 21일  |                                                                  |
| L | Nikki, Wild Dog of the North      | 1961년 7월 12일  |                                                                  |
| L | 수도사 바비                       | 1961년 7월 17일  |                                                                  |
| L | 장난감 나라                       | 1961년 12월 14일 |                                                                  |
| L | 문 파일럿                         | 1962년 4월 5일   |                                                                  |
| L | 본 보이즈!                        | 1962년 5월 17일  |                                                                  |
| L | 빅 레드                           | 1962년 6월 6일   |                                                                  |
| L | 올모스트 엔젤스                   | 1962년 9월 26일  |                                                                  |
| L | 전설의 왕자 로보                  | 1962년 11월 7일  |                                                                  |
| L | 그란트 선장의 아이들              | 1962년 12월 21일 |                                                                  |
| L | 건망증 선생님 2                   | 1963년 1월 16일  |                                                                  |
| L | 미라클 오브 더 화이트 스탈리온    | 1963년 3월 29일  |                                                                  |
| L | 세비지 샘                         | 1963년 6월 1일   |                                                                  |
| L | 썸머 매직                         | 1963년 7월 7일   |                                                                  |
| L | 머나먼 여정                       | 1963년 11월 20일 |                                                                  |
| A | 아더왕의 검                       | 1963년 12월 25일 |                                                                  |
| L | 타이거 워크                       | 1964년 3월 12일  |                                                                  |
| L | The Misadventures of Merlin Jones | 1964년 3월 25일  |                                                                  |
| L | 토마시나의 세가지 삶              | 1964년 6월 4일   |                                                                  |
| L | 문 스피너스                       | 1964년 7월 8일   |                                                                  |
| H | 메리 포핀스                       | 1964년 8월 29일  |                                                                  |
| L | 에밀과 탐정들                     | 1964년 12월 18일 |                                                                  |
| L | 도즈 캘로웨이스                   | 1965년 1월 28일  |                                                                  |
| L | 몽키스 엉클                       | 1965년 8월 18일  |                                                                  |
| L | 명탐정 디씨                       | 1965년 12월 2일  |                                                                  |
| L | 어글리 닥스훈트                   | 1966년 2월 16일  |                                                                  |
| L | Lt. 로빈 크루소, U.S.N.           | 1966년 7월 29일  |                                                                  |
| L | 도너걸 공작                       | 1966년 10월 1일  |                                                                  |
| L | 폴로우 미, 보이즈!                | 1966년 12월 1일  |                                                                  |
| L | 몽키즈, 고 홈!                    | 1967년 2월 8일   |                                                                  |
| L | 어드벤쳐 오브 불휩 그리핀         | 1967년 3월 8일   |                                                                  |
| L | 난쟁이 왕국                       | 1967년 7월 19일  |                                                                  |
| A | 정글북♣                           | 1967년 10월 18일 |                                                                  |
| L | 찰리 더 론섬 쿠거                 | 1967년 10월 18일 |                                                                  |
| L | 괴짜 백만장자                     | 1967년 11월 30일 | 제작 중 사망한 월트 디즈니가 개인적으로 참여한 마지막 영화.      |
| L | 검은수염의 유령                   | 1968년 2월 8일   |                                                                  |
| L | 오리지널 패밀리 밴드              | 1968년 3월 21일  |                                                                  |
| L | 네버 어 덜 모먼트                 | 1968년 6월 26일  |                                                                  |
| L | 호스 인 더 그레이 플래늘 슈트     | 1968년 12월 20일 |                                                                  |
| L | 러브 버그                         | 1968년 12월 24일 |                                                                  |
| L | 스미스!                           | 1969년 3월 21일  |                                                                  |
| L | 래스컬                            | 1969년 6월 11일  |                                                                  |
| L | The Computer Wore Tennis Shoes    | 1969년 12월 24일 |                                                                  |

### 1970년대
♣ 당시 인종에 관한 부적절한 묘사가 표현되어 있는 영화.
|   | 제목                                           | 미국 개봉  | 비고                                 |
| - | ---------------------------------------------- | ---------- | ------------------------------------ |
| L | King of the Grizzlies                          | 1970.2.11  |                                      |
| L | 해안 경비대                                    | 1970.7.1   |                                      |
| L | The Wild Country                               | 1970.12.15 |                                      |
| A | 아리스토캣♣                                    | 1970.12.24 |                                      |
| L | 맨발의 경영자                                  | 1971.3.17  |                                      |
| L | Scandalous John                                | 1971.6.22  |                                      |
| L | 백만달러의 오리                                | 1971.6.30  |                                      |
| H | 마법의 빗자루                                  | 1971.12.13 |                                      |
| L | 비스킷 이터                                    | 1972.3.22  |                                      |
| L | 나우 유 씨 힘, 나우 유 돈                      | 1972.7.12  |                                      |
| L | 나폴레옹과 사만다                              | 1972.7.19  |                                      |
| L | Run, Cougar, Run                               | 1972.10.18 |                                      |
| L | 설원특급                                       | 1972.12.22 |                                      |
| L | 더 월드 그레이티스트 애슬리트                  | 1973.2.1   |                                      |
| L | 찰리와 천사                                    | 1973.3.23  |                                      |
| L | 원 리틀 인디언                                 | 1973.6.20  |                                      |
| A | 로빈 후드                                      | 1973.11.8  |                                      |
| L | 슈퍼대드                                       | 1973.12.14 |                                      |
| L | 허비 - 돌아오다                                | 1974.6.6   |                                      |
| L | 곰들과 나                                      | 1974.7.31  |                                      |
| L | 캐스트어웨이 카우보이                          | 1974.8.1   |                                      |
| L | 더 아일랜드 앳 더 톱 오브 더 월드              | 1974.12.20 |                                      |
| L | 세계에서 가장 강한 남자                        | 1975.2.6   |                                      |
| L | 마녀의 산                                      | 1975.3.21  |                                      |
| L | The Apple Dumpling Gang                        | 1975.7.1   |                                      |
| L | 공룡 사라지다                                  | 1975.7.9   |                                      |
| N | The Best of Walt Disney's True-Life Adventures | 1975.10.8  | 실사 어드벤처 시리즈 하이라이트 작품 |
| L | 라이드 어 와일드 포니                          | 1975.12.25 |                                      |
| L | 노 디퍼짓, 노 리턴                             | 1976.2.5   |                                      |
| L | 트래져 오브 마티쿰                             | 1976.7.1   |                                      |
| L | 거스                                           | 1976.7.7   |                                      |
| L | 쉐기 D.A                                       | 1976.12.17 |                                      |
| L | 프리키 프라이데이                              | 1976.12.17 |                                      |
| L | 귀여운 말도둑                                  | 1977.3.11  | 1976년 유럽에서 선개봉               |
| A | 곰돌이 푸 오리지널 클래식                      | 1977.3.11  | 앤솔로지 영화                        |
| L | 작은 두 친구 이야기                            | 1977.6.22  |                                      |
| A | 생쥐 구조대                                    | 1977.6.22  |                                      |
| L | 허비 - 몬테카를로에 가다                       | 1977.6.24  |                                      |
| H | 피터의 용                                      | 1977.11.3  |                                      |
| L | 캔들슈                                         | 1977.12.16 |                                      |
| L | 마녀의 산 2                                    | 1978.3.10  |                                      |
| L | 우주에서 온 고양이                             | 1978.6.9   |                                      |
| L | 핫 리드 앤 콜드 피트                           | 1978.7.5   |                                      |
| L | 목사님 만세                                    | 1979.2.9   |                                      |
| L | 애플 덤플링 갱 2                               | 1979.6.27  |                                      |
| L | 더 스페이스맨 앤 킹 아서                       | 1979.7.26  |                                      |
| L | 블랙홀                                         | 1979.12.21 |                                      |
| L | The Omega Connection                           | 1979.12.21 |                                      |

### 1980년대
| 제목               | 미국 개봉  | 비고                                                                                                 |
| ------------------ | ---------- | --- |
| 퀴즈 대소동        | 1980.02.08 | |
| 숲속의 눈동자      | 1980.04.17 | |
| 허비-흥분하다      | 1980.06.25 | |
| 노아의 불시착      | 1980.06.25 | |
| 뽀빠이             | 1980.12.12 | 인터내서널 배급, 공동 제작 파라마운트 픽쳐스                                                         |
| 영혼을 판 사나이   | 1981.03.06 | |
| 에이미             | 1981.03.20 | |
| 용과 마법 구슬     | 1981.6.26  | 공동 제작 파라마운트 픽쳐스                                                                          |
| 토드와 코퍼        | 1981.7.10  | |
| 전사 콘돌맨        | 1981.8.7   | |
| 심야의 탈출        | 1982.2.5   | |
| 트론               | 1982.7.9   | 공동 제작 Lisberger/Kushner                                                                          |
| 텍스               | 1982.7.30  | |
| 여탐정 미키        | 1983.3.11  | |
| 이상한 실종        | 1983.4.29  | 공동 제작 The Bryna Company, "Walt Disney Productions"라는 이름으로 배급된 마지막 영화               |
| 울지 않는 늑대     | 1983.10.7  | 공동 제작 Amarok Productions, "Walt Disney Pictures"라는 이름으로 배급된 첫번째 영화                 |
| 마법의 나라 오즈   | 1985.6.21  | 공동 제작 Silver Screen Partners II                                                                  |
| 타란의 대모험      | 1985.7.24  | 공동 제작 월트 디즈니 피처 애니메이션, Silver Screen Partners II                                     |
| 머나먼 시애틀      | 1985.9.27  | 공동 제작 Silver Screen Partners II                                                                  |
| 기적의 크리스마스  | 1985.11.22 | 공동 제작 Silver Screen Partners II and Telefilm Canada                                              |
| 위대한 명탐정 바실 | 1986.7.2   | 공동 제작 월트 디즈니 피처 애니메이션, Silver Screen Partners II                                     |
| 협곡의 실종        | 1986.7.30  | 공동 제작 Producers Sales Organization and New Star Entertainment                                    |
| 벤지3 - 위기일발   | 1987.6.17  | 공동 제작 Silver Screen Partners III and Mulberry Square Productions                                 |
| 스노위맨 2         | 1988.4.15  | 공동 제작 Silver Screen Partners III, Burrowes Film Group and The Hoyts Group                        |
| 올리버와 친구들    | 1988.11.18 | 공동 제작 월트 디즈니 피처 애니메이션, Silver Screen Partners II                                     |
| 애들이 줄었어요    | 1989.6.23  | \|공동 제작 Silver Screen Partners II                                                                |
| 치타               | 1989.8.18  | \|공동 제작 Silver Screen Partners II                                                                |
| 인어공주           | 1989.11.17 | 공동 제작 월트 디즈니 피처 애니메이션, Silver Screen Partners II, 골든 글로브상 – 음악과 코미디 부분 |

### 1990년대
| 제목                                       | 미국 개봉  | 비고 |
| ------------------------------------------ | ---------- | --- |
| 욕심쟁이 오리 아저씨: 잃어버린 램프의 보물 | 1990.8.3   | 공동 제작 디즈니 툰 스튜디오                                                                                   |
| 코디와 생쥐구조대                          | 1990.11.16 | 공동 제작 월트 디즈니 피처 애니메이션 and Silver Screen Partners IV                                            |
| 늑대개                                     | 1991.1.18  | 공동 제작 Silver Screen Partners IV and Hybrid Productions Inc.                                                |
| 행운의 난파선                              | 1991.3.1   | 공동 제작 AB Svensk Filmindustri                                                                               |
| 아틀란틱의 꿈                              | 1991.5.24  | 공동 제작 Silver Screen Partners IV and Pegasus Entertainment                                                  |
| 인간 로켓티어                              | 1991.6.21  | 북미 배급, 공동 제작 Silver Screen Partners IV and The Gordon Company                                          |
| 미녀와 야수                                | 1991.11.22 | 월트 디즈니 피처 애니메이션 and Silver Screen Partners IV                                                      |
| 뉴스보이                                   | 1992.4.10  | 공동 제작 Touchwood Pacific Partners                                                                           |
| 아이가 커졌어요                            | 1992.7.17  | 공동 제작 Touchwood Pacific Partners                                                                           |
| 마이티 덕                                  | 1992.10.2  | 공동 제작 Touchwood Pacific Partners and Avnet–Kerner Productions                                              |
| 알라딘                                     | 1992.11.25 | 공동 제작 월트 디즈니 피처 애니메이션                                                                          |
| 머펫의 크리스마스 캐롤                     | 1992.12.11 | 공동 제작 Jim Henson Productions                                                                               |
| 머나먼 여정                                | 1993.2.3   | 공동 제작 Touchwood Pacific Partners                                                                           |
| 칼라하리의 모험                            | 1993.3.12  | 공동 제작 Touchwood Pacific Partners and 앰블린 엔터테인먼트                                                   |
| 허클베리 핀의 모험                         | 1993.4.2   | |
| 호커스 포커스                              | 1993.7.16  | |
| 쿨 러닝                                    | 1993.10.1  | |
| 삼총사                                     | 1993.11.12 | 공동 제작 카라반 픽처스 and Avnet-Kerner Productions                                                           |
| 설원의 윌                                  | 1994.1.14  | |
| 백지 수표                                  | 1994.2.11  | |
| 마이티 덕 2                                | 1994.3.25  | 공동 제작 Avnet–Kerner Productions                                                                             |
| 늑대 개 2                                  | 1994.4.15  | |
| 라이온 킹                                  | 1994.6.24  | 공동 제작 월트 디즈니 피처 애니메이션                                                                          |
| 외야의 천사들                              | 1994.7.15  | 공동 제작 카라반 픽처스                                                                                        |
| 마지막 전사                                | 1994.10.28 | |
| 산타클로스                                 | 1994.11.11 | 공동 제작 할리우드 픽처스 and Outlaw Productions                                                               |
| 정글북                                     | 1994.12.25 | |
| 디즈니 캠프                                | 1995.2.17  | 공동 제작 카라반 픽처스                                                                                        |
| 아빠 수업                                  | 1995.3.3   | 공동 제작 All Girl Productions and Orr & Cruickshank Productions                                               |
| 톨 테일                                    | 1995.3.24  | 공동 제작 카라반 픽처스                                                                                        |
| 구피 무비                                  | 1995.4.7   | 공동 제작 디즈니 툰 스튜디오                                                                                   |
| 포카혼타스                                 | 1995.6.23  | 공동 제작 월트 디즈니 피처 애니메이션                                                                          |
| 덤보 드롭                                  | 1995.7.28  | 공동 제작 Interscope Communications and PolyGram Filmed Entertainment                                          |
| 아더 왕궁의 소년                           | 1995.8.11  | 공동 제작 Trimark Pictures and Tapestry Films                                                                  |
| 빅 그린                                    | 1995.9.29  | 공동 제작 카라반 픽처스                                                                                        |
| 프랭크와 올리                              | 1995.10.20 | |
| 토이 스토리                                | 1995.11.22 | 공동 제작 픽사 애니메이션 스튜디오                                                                             |
| 톰과 허크                                  | 1995.12.22 | |
| 머펫의 보물섬                              | 1996.2.16  | 공동 제작 Jim Henson Productions                                                                               |
| 머나먼 여정 2                              | 1996.3.8   | |
| 제임스와 거대한 복숭아                     | 1996.4.12  | 공동 제작 Skellington Productions                                                                              |
| 노틀담의 꼽추                              | 1996.6.21  | 공동 제작 월트 디즈니 피처 애니메이션                                                                          |
| 리틀 프레지던트                            | 1996.8.30  | 공동 제작 카라반 픽처스                                                                                        |
| 마이티 덕 3                                | 1996.10.4  | 공동 제작 Avnet–Kerner Productions                                                                             |
| 101 달마시안                               | 1996.11.27 | 공동 제작 Great Oaks                                                                                           |
| 명탐정 디씨                                | 1997.2.14  | 공동 제작 Robert Simonds                                                                                       |
| 정글 2 정글                                | 1997.3.7   | 공동 제작 TF1                                                                                                  |
| 헤라클레스                                 | 1997.6.27  | 공동 제작 월트 디즈니 피처 애니메이션                                                                          |
| 조지 오브 정글                             | 1997.7.16  | 공동 제작 Mandeville Films and Avnet-Kerner Productions                                                        |
| 에어 버드                                  | 1997.8.1   | 공동 제작 Keystone Entertainment                                                                               |
| 로켓 맨                                    | 1997.10.10 | 공동 제작 카라반 픽처스 and Roger Birnbaum Productions                                                         |
| 플러버                                     | 1997.11.26 | 공동 제작 Great Oaks                                                                                           |
| 미스터 마구                                | 1997.12.25 | 공동 제작 UPA Productions                                                                                      |
| 미트 더 디들스                             | 1998.3.27  | 공동 제작 DIC Entertainment and Peak Productions                                                               |
| 뮬란                                       | 1998.6.19  | 공동 제작 월트 디즈니 피처 애니메이션                                                                          |
| 페어런트 트랩                              | 1998.7.29  | |
| 에어 버드 2                                | 1998.8.14  | 공동 제작 디멘션 필름스 and Keystone Entertainment                                                             |
| 홈 포 크리스마스                           | 1998.11.13 | 공동 제작 Mandeville Films                                                                                     |
| 벅스 라이프                                | 1998.11.25 | 공동 제작 픽사 애니메이션 스튜디오                                                                             |
| 마이티 조 영                               | 1998.12.25 | 공동 제작 RKO 픽처스 and The Jacobson Company                                                                  |
| 화성인 마틴                                | 1999.2.12  | |
| 더그의 첫번째 영화                         | 1999.3.26  | 공동 제작 Walt Disney Television Animation, Jumbo Pictures and A. Film A/S                                     |
| 지구력                                     | 1999.5.14  | |
| 타잔                                       | 1999.6.18  | 공동 제작 월트 디즈니 피처 애니메이션                                                                          |
| 형사 가제트                                | 1999.7.23  | 공동 제작 카라반 픽처스, DIC Entertainment, Avnet–Kerner Productions and Roger Birnbaum                        |
| 스트레이트 스토리                          | 1999.10.15 | 공동 제작 Asymmetrical Productions, Film 4 Productions, Ciby 2000, 스튜디오 카날, 카날+ and Channel Four Films |
| 토이 스토리 2                              | 1999.11.24 | 공동 제작 픽사 애니메이션 스튜디오                                                                             |
| 환타지아 2000                              | 1999.12.17 | 공동 제작 월트 디즈니 피처 애니메이션                                                                          |

### 2000년대
| 제목                                                        | 미국 개봉  | 비고                                                                                                   |
| ----------------------------------------------------------- | ---------- | --- |
| 티거 무비                                                   | 2000.2.11  | 공동 제작 디즈니 툰 스튜디오                                                                           |
| 다이너소어                                                  | 2000.5.19  | 공동 제작 월트 디즈니 피처 애니메이션 and The Secret Lab                                               |
| 키드                                                        | 2000.7.7   | |
| 리멤버 타이탄                                               | 2000.9.29  | 공동 제작 제리 브룩하이머 필름스 and Technical Black Films                                             |
| 102 달마시안                                                | 2000.11.22 | |
| 쿠스코? 쿠스코!                                             | 2000.12.15 | 공동 제작 월트 디즈니 피처 애니메이션                                                                  |
| 방학 대소동: 여름방학 구출작전                              | 2001.2.16  | 공동 제작 Walt Disney Television Animation and Paul & Joe Productions                                  |
| 아틀란티스: 잃어버린 제국                                   | 2001.6.15  | 공동 제작 월트 디즈니 피처 애니메이션                                                                  |
| 프린세스 다이어리                                           | 2001.8.3   | 공동 제작 BrownHouse Productions                                                                       |
| 맥스 키블의 대반란                                          | 2001.10.5  | 공동 제작 Karz Entertainment                                                                           |
| 몬스터 주식회사                                             | 2001.11.2  | 공동 제작 픽사 애니메이션 스튜디오                                                                     |
| 스노우 독스                                                 | 2002.1.18  | 공동 제작 The Kerner Entertainment Company                                                             |
| 피터 팬 2: 리턴 투 네버랜드                                 | 2002.2.15  | 공동 제작 디즈니 툰 스튜디오                                                                           |
| 루키                                                        | 2002.3.29  | |
| 릴로 & 스티치                                               | 2002.6.21  | 공동 제작 월트 디즈니 피처 애니메이션                                                                  |
| 컨트리 베어스                                               | 2002.7.26  | 공동 제작 Gunn Films                                                                                   |
| 터크 애버래스팅                                             | 2002.10.11 | 공동 제작 Scholastic Entertainment                                                                     |
| 산타클로스 2                                                | 2002.11.1  | 공동 제작 Outlaw Productions and Boxing Cat Films                                                      |
| 보물성                                                      | 2002.11.27 | 공동 제작 월트 디즈니 피처 애니메이션                                                                  |
| 정글북 2                                                    | 2003.2.14  | 공동 제작 디즈니 툰 스튜디오                                                                           |
| 피글렛 빅무비                                               | 2003.3.21  | 공동 제작 디즈니 툰 스튜디오 and Munich Animation                                                      |
| 심해의 영혼들                                               | 2003.4.11  | 공동 제작 월든 미디어, Earthship Productions and Ascot Elite Entertainment Group                       |
| 홀즈                                                        | 2003.4.18  | 공동 제작 월든 미디어, Phoenix Pictures and Chicago Pacific Entertainment                              |
| 리지 맥과이어                                               | 2003.5.2   | 공동 제작 Stan Rogow Productions                                                                       |
| 니모를 찾아서                                               | 2003.5.30  | 공동 제작 픽사 애니메이션 스튜디오                                                                     |
| 캐리비안의 해적: 블랙 펄의 저주                             | 2003.7.9   | 공동 제작 제리 브룩하이머 필름스                                                                       |
| 프리키 프라이데이                                           | 2003.8.6   | 공동 제작 Gunn Films                                                                                   |
| 브라더 베어                                                 | 2003.11.1  | 공동 제작 월트 디즈니 피처 애니메이션                                                                  |
| 헌티드 맨션                                                 | 2003.11.26 | 공동 제작 Gunn Films                                                                                   |
| 젊은 검은 종마                                              | 2003.12.25 | 공동 제작 The Kennedy/Marshall Company                                                                 |
| 선생님의 애완 동물                                          | 2004.1.16  | 공동 제작 Walt Disney Television Animation                                                             |
| 미라클                                                      | 2004.2.6   | |
| 드라마 퀸                                                   | 2004.2.20  | |
| 카우 삼총사                                                 | 2004.4.2   | 공동 제작 월트 디즈니 피처 애니메이션                                                                  |
| 지구의 신비                                                 | 2004.4.22  | |
| 80일간의 세계 일주                                          | 2004.6.16  | 공동 제작 월든 미디어, Spanknyce Films and Mostow/Lieberman Productions                                |
| 아메리카의 마음과 영혼                                      | 2004.7.2   | 공동 제작 Blacklight Films                                                                             |
| 프린세스 다이어리 2                                         | 2004.8.11  | 공동 제작 Shondaland and Martin Chase Productions                                                      |
| 인크레더블                                                  | 2004.11.5  | 공동 제작 픽사 애니메이션 스튜디오                                                                     |
| 내셔널 트레저                                               | 2004.11.19 | 공동 제작 제리 브룩하이머 필름스, Junction Entertainment and Saturn Films                              |
| 에이리언 오브 더 딥                                         | 2005.1.28  | 공동 제작 월든 미디어 and Earthship Productions                                                        |
| 곰돌이 푸: 히파럼프 무비                                    | 2005.2.11  | 공동 제작 디즈니 툰 스튜디오                                                                           |
| 패시 파이어                                                 | 2005.3.4   | 공동 제작 스파이글래스 엔터테인먼트 and Offspring Entertainment                                        |
| 아이스 프린세스                                             | 2005.3.18  | 공동 제작 Bridget Johnson Films & Skate Away Productions                                               |
| 허비: 첫 시동을 걸다                                        | 2005.6.22  | 공동 제작 Robert Simonds Productions                                                                   |
| 스카이 하이                                                 | 2005.7.29  | 공동 제작 Gunn Films                                                                                   |
| 발리언트                                                    | 2005.8.19  | 공동 제작 Vanguard Animation and Odyssey Entertainment                                                 |
| 내 생애 최고의 경기                                         | 2005.9.30  | 공동 제작 Fairway Films                                                                                |
| 치킨 리틀                                                   | 2005.11.4  | 공동 제작 월트 디즈니 피처 애니메이션                                                                  |
| 나니아 연대기: 사자, 마녀 그리고 옷장                       | 2005.12.9  | 공동 제작 월든 미디어                                                                                  |
| 글로리 로드                                                 | 2006.1.13  | 공동 제작 제리 브룩하이머 필름스, Texas Western Productions and Glory Road Productions                 |
| 화성 탐사                                                   | 2006.1.27  | 공동 제작 The Kennedy/Marshall Company and White Mountain Films                                        |
| 에이트 빌로우                                               | 2006.2.17  | 공동 제작 스파이글래스 엔터테인먼트, Mandeville Films and The Kennedy/Marshall Company                 |
| 쉐기 독                                                     | 2006.3.10  | 공동 제작 Mandeville Films, Robert Simonds Productions, and Boxing Cat Films                           |
| 와일드                                                      | 2006.4.14  | 공동 제작 C.O.R.E. Feature Animation, Hoytyboy Pictures, Sir Zip Productions and Contrafilm            |
| 카                                                          | 2006.6.9   | 공동 제작 픽사 애니메이션 스튜디오                                                                     |
| 캐리비안의 해적: 망자의 함                                  | 2006.7.7   | 공동 제작 제리 브룩하이머 필름스                                                                       |
| 인빈서블                                                    | 2006.8.25  | 공동 제작 Mayhem Pictures                                                                              |
| 크리스마스 악몽 3D                                          | 2006.10.27 | 공동 제작 Skellington Productions                                                                      |
| 산타클로스 3                                                | 2006.11.3  | 공동 제작 Outlaw Productions & Boxing Cat Productions                                                  |
| 비밀의 숲 테라비시아                                        | 2007.2.16  | 공동 제작 월든 미디어                                                                                  |
| 로빈슨 가족                                                 | 2007.3.30  | 공동 제작 월트 디즈니 애니메이션 스튜디오                                                              |
| 캐리비안의 해적: 세상의 끝에서                              | 2007.5.25  | 공동 제작 제리 브룩하이머 필름스                                                                       |
| 라따뚜이                                                    | 2007.6.29  | 공동 제작 픽사 애니메이션 스튜디오                                                                     |
| 언더독                                                      | 2007.8.3   | 공동 제작 스파이글래스 엔터테인먼트, Classic Media and Maverick Films                                  |
| 더 픽사 스토리                                              | 2007.8.28  | 공동 제작 Leslie Iwerks Productions                                                                    |
| 게임 플랜                                                   | 2007.9.28  | |
| 마법에 걸린 사랑                                            | 2007.11.21 | 공동 제작 Right Coast Entertainment and Josephson Entertainment                                        |
| 내셔널 트레져: 비밀의 책                                    | 2007.12.21 | 공동 제작 제리 브룩하이머 필름스, Junction Entertainment and Saturn Films                              |
| 한나 몬타나 & 마일리 사이러스: 베스트 오브 보스 월드 콘서트 | 2008.2.1   | 공동 제작 Pace Productions                                                                             |
| 컬리지 로드 트립                                            | 2008.3.7   | 공동 제작 Gunn Films                                                                                   |
| 나니아 연대기: 캐스피언 왕자                                | 2008.5.16  | 공동 제작 월든 미디어                                                                                  |
| 월-E                                                        | 2008.6.27  | 공동 제작 픽사 애니메이션 스튜디오                                                                     |
| 비버리힐즈 치와와                                           | 2008.10.3  | 공동 제작 Mandeville Films                                                                             |
| 모닝 라이트                                                 | 2008.10.17 | |
| 하이 스쿨 뮤지컬: 졸업반                                    | 2008.10.24 | 공동 제작 Borden and Rosenbush Entertainment                                                           |
| 볼트                                                        | 2008.11.21 | 공동 제작 월트 디즈니 애니메이션 스튜디오                                                              |
| 베드타임 스토리                                             | 2008.12.25 | 공동 제작 Gunn Films, Happy Madison Productions, Offspring Entertainment and Conman & Izzy Productions |
| 조나스 브라더스 콘서트 이야기                               | 2009.2.27  | 공동 제작 Jonas Films                                                                                  |
| 윗치 마운틴                                                 | 2009.3.13  | 공동 제작 Gunn Films                                                                                   |
| 한나 몬타나: 더 무비                                        | 2009.4.10  | 공동 제작 It's a Laugh Productions and Millar Gough Ink                                                |
| 지구                                                        | 2009.4.22  | 공동 제작 Disneynature, BBC Natural History Unit, BBC Worldwide, 디스커버리 채널 and Greenlight Media  |
| 업                                                          | 2009.5.29  | 공동 제작 픽사 애니메이션 스튜디오                                                                     |
| 릴리 더 위치: 더 드래곤 앤드 더 매직 북                     | 2009.6.12  | |
| G-포스: 기니피그 특공대                                     | 2009.7.24  | 공동 제작 제리 브룩하이머 필름스                                                                       |
| 크리스마스 캐롤                                             | 2009.11.6  | 공동 제작 ImageMovers Digital                                                                          |
| 올드 독스                                                   | 2009.11.25 | 공동 제작 Tapestry Films                                                                               |
| 공주와 개구리                                               | 2009.12.11 | 공동 제작 월트 디즈니 애니메이션 스튜디오                                                              |

### 2010년대
‡ Disney+ 독점 공개.
| 제목                                 | 미국 개봉  | 비고 |
| ------------------------------------ | ---------- | --- |
| 이상한 나라의 앨리스                 | 2010.3.5   | 공동 제작 The Zanuck Company, Roth Films and Team Todd                                                            |
| 웨이킹 슬리핑 뷰티                   | 2010.3.26  | 공동 제작 Stone Circle Pictures                                                                                   |
| 오션스                               | 2010.4.22  | 공동 제작 디즈니 네이처, Participant Media, 파테, Gatetee Films, 카날 플러스, France 2 Cinema and France 3 Cinema |
| 페르시아의 왕자: 시간의 모래         | 2010.5.28  | 공동 제작 제리 브룩하이머 필름스                                                                                  |
| 토이 스토리 3                        | 2010.6.18  | 공동 제작 픽사 애니메이션 스튜디오                                                                                |
| 마법사의 제자                        | 2010.7.14  | 공동 제작 제리 브룩하이머 필름스, Saturn Films and Broken Road Productions                                        |
| 붉은 날개 : 플라밍고의 비밀          | 2010.9.7   | 공동 제작 디즈니 네이처, Kudos Pictures and Natural Light Films                                                   |
| 세크러테어리엇                       | 2010.10.8  | 공동 제작 Mayhem Pictures                                                                                         |
| 라푼젤                               | 2010.11.24 | 공동 제작 월트 디즈니 애니메이션 스튜디오                                                                         |
| 더 보이즈 - 셔먼 브라더스 스토리     | 2010.11.30 | 공동 제작 Crescendo Productions, Red Hour Films and Traveling Light                                               |
| 트론: 새로운 시작                    | 2010.12.17 | 공동 제작 Sean Bailey Productions                                                                                 |
| 화성은 엄마가 필요해                 | 2011.3.11  | 공동 제작 ImageMovers Digital                                                                                     |
| 아프리칸 캣츠                        | 2011.4.22  | 공동 제작 디즈니 네이처                                                                                           |
| 프롬                                 | 2011.4.29  | |
| 캐리비안의 해적: 낯선 조류           | 2011.5.20  | 공동 제작 제리 브룩하이머 필름스                                                                                  |
| 카 2                                 | 2011.6.24  | 공동 제작 픽사 애니메이션 스튜디오                                                                                |
| 곰돌이 푸                            | 2011.7.15  | 공동 제작 월트 디즈니 애니메이션 스튜디오                                                                         |
| 머펫 대소동                          | 2011.11.23 | 공동 제작 Mandeville Films                                                                                        |
| 존 카터: 바숨 전쟁의 서막            | 2012.3.9   | |
| 침팬지                               | 2012.4.20  | 공동 제작 디즈니 네이처                                                                                           |
| 메리다와 마법의 숲                   | 2012.6.22  | 공동 제작 픽사 애니메이션 스튜디오                                                                                |
| 티모시 그린의 이상한 삶              | 2012.8.15  | 공동 제작 Monsterfoot Productions and Scott Sanders Productions                                                   |
| 프랑켄위니                           | 2012.10.5  | 공동 제작 Tim Burton Productions                                                                                  |
| 주먹왕 랄프                          | 2012.11.2  | 공동 제작 월트 디즈니 애니메이션 스튜디오                                                                         |
| 오즈 그레이트 앤드 파워풀            | 2013.3.8   | 공동 제작 Roth Films and Curtis-Donen Productions                                                                 |
| 폴렌                                 | 2013.4.16  | 공동 제작 디즈니 네이처 and Blacklight Films                                                                      |
| 몬스터 대학교                        | 2013.6.21  | 공동 제작 픽사 애니메이션 스튜디오                                                                                |
| 론 레인저                            | 2013.7.3   | 공동 제작 제리 브룩하이머 필름스, Blind Wink and Infinitum Nihil                                                  |
| 비행기                               | 2013.8.9   | 공동 제작 디즈니 툰 스튜디오                                                                                      |
| 겨울왕국                             | 2013.11.27 | 공동 제작 월트 디즈니 애니메이션 스튜디오                                                                         |
| 세이빙 MR. 뱅크스                    | 2013.12.13 | 공동 제작 BBC 필름스, Essential Media and Entertainment, Ruby Films and Hopscotch Features                        |
| 머펫 모스트 원티드                   | 2014.3.21  | 공동 제작 Mandeville Films                                                                                        |
| 베어스                               | 2014.4.18  | 공동 제작 디즈니 네이처                                                                                           |
| 밀리언 달러 암                       | 2014.5.16  | 공동 제작 Roth Films and Mayhem Pictures                                                                          |
| 말레피센트                           | 2014.5.30  | 공동 제작 Roth Films                                                                                              |
| 비행기 2: 소방구조대                 | 2014.7.18  | 공동 제작 디즈니 툰 스튜디오                                                                                      |
| 난 지구 반대편 나라로 가버릴테야     | 2014.10.10 | 공동 제작 21 Laps Entertainment and The Jim Henson Company                                                        |
| 빅 히어로                            | 2014.11.7  | 공동 제작 월트 디즈니 애니메이션 스튜디오                                                                         |
| 숲속으로                             | 2014.12.25 | 공동 제작 Lucamar Productions and Marc Platt Productions                                                          |
| 맥팔랜드 USA                         | 2015.2.20  | 공동 제작 Mayhem Pictures                                                                                         |
| 신데렐라                             | 2015.3.13  | 공동 제작 Genre Films                                                                                             |
| 몽키 킹덤                            | 2015.4.17  | 공동 제작 디즈니 네이처                                                                                           |
| 투모로우 랜드                        | 2015.5.22  | 공동 제작 A113 Productions                                                                                        |
| 인사이드 아웃                        | 2015.6.19  | 공동 제작 픽사 애니메이션 스튜디오                                                                                |
| 굿 다이노                            | 2015.11.25 | 공동 제작 픽사 애니메이션 스튜디오                                                                                |
| 파이니스트 아워                      | 2016.1.29  | 공동 제작 Whitaker Entertainment and Red Hawk Entertainment                                                       |
| 주토피아                             | 2016.3.4   | 공동 제작 월트 디즈니 애니메이션 스튜디오                                                                         |
| 정글 북                              | 2016.4.15  | 공동 제작 Fairview Entertainment                                                                                  |
| 거울 나라의 앨리스                   | 2016.5.27  | 공동 제작 Roth Films, Team Todd and Tim Burton Productions                                                        |
| 도리를 찾아서                        | 2016.6.17  | 공동 제작 픽사 애니메이션 스튜디오                                                                                |
| 마이 리틀 자이언트                   | 2016.7.1   | 공동 제작 앰블린 엔터테인먼트, Reliance Entertainment, 월든 미디어 and The Kennedy/Marshall Company               |
| 피터와 드래곤                        | 2016.8.12  | 공동 제작 Whitaker Entertainment                                                                                  |
| 체스의 여왕                          | 2016.9.23  | 공동 제작 ESPN Films, Cine Mosaic and Mirabai Films                                                               |
| 모아나                               | 2016.11.23 | 공동 제작 월트 디즈니 애니메이션 스튜디오                                                                         |
| 미녀와 야수                          | 2017.3.17  | 공동 제작 Mandeville Films                                                                                        |
| 본 인 차이나                         | 2017.4.21  | 공동 제작 디즈니 네이처, Shanghai Media Group and Chuan Films                                                     |
| 캐리비안의 해적: 죽은 자는 말이 없다 | 2017.5.26  | 공동 제작 제리 브룩하이머 필름스                                                                                  |
| 카 3: 새로운 도전                    | 2017.6.16  | 공동 제작 픽사 애니메이션 스튜디오                                                                                |
| 코코                                 | 2017.11.22 | 공동 제작 픽사 애니메이션 스튜디오                                                                                |
| 시간의 주름                          | 2018.3.9   | 공동 제작 Whitaker Entertainment                                                                                  |
| 인크레더블 2                         | 2018.6.15  | 공동 제작 픽사 애니메이션 스튜디오                                                                                |
| 크리스토퍼 로빈                      | 2018.8.3   | 공동 제작 2DUX²                                                                                                   |
| 호두까기 인형과 4개의 왕국           | 2018.11.2  | 공동 제작 The Mark Gordon Company                                                                                 |
| 주먹왕 랄프 2: 인터넷 속으로         | 2018.11.21 | 공동 제작 월트 디즈니 애니메이션 스튜디오                                                                         |
| 메리 포핀스 리턴즈                   | 2018.12.25 | 공동 제작 Lucamar Productions and Marc Platt Productions                                                          |
| 덤보                                 | 2019.3.29  | 공동 제작 Tim Burton Productions                                                                                  |
| 펭귄                                 | 2019.4.19  | 공동 제작 Disneynature                                                                                            |
| 알라딘                               | 2019.5.24  | 공동 제작 Lin Pictures and Marc Platt Productions                                                                 |
| 토이 스토리 4                        | 2019.6.21  | 공동 제작 픽사 애니메이션 스튜디오                                                                                |
| 라이온 킹                            | 2019.7.19  | 공동 제작 Fairview Entertainment                                                                                  |
| 말레피센트 2                         | 2019.10.18 | 공동 제작 Roth Films                                                                                              |
| 레이디와 트램프‡                     | 2019.11.12 | 공동 제작 Taylor Made                                                                                             |
| 노엘‡                                | 2019.11.12 | |
| 겨울왕국 2                           | 2019.11.22 | 공동 제작 월트 디즈니 애니메이션 스튜디오                                                                         |
| 디즈니와의 하룻 밤                   | 2019.12.3  | 공동 제작 Disney Publishing Worldwide and Endeavor Content                                                        |
| 투 고‡                               | 2019.12.20 | 배급 디즈니+ |

### 2020년대
‡ Disney+ 독점 공개.
† Disney+ 독점 공개 및 일부 국가 극장 상영.
§ Disney+ Premium Access Video 독점 공개 및 일부 국가 극장 상영.
| 제목                                | 북미 개봉일 | 비고                                                                                               |
| ----------------------------------- | ----------- | -------------------------------------------------------------------------------------------------- |
| 티미 페일러: 미스테이크스 워 메이드 | 2020.2.7    | 공동 제작 Etalon Films, Slow Pony Pictures and Whitaker Entertainment                              |
| 온워드: 단 하루의 기적              | 2020.3.6    | 공동 제작 픽사 애니메이션 스튜디오                                                                 |
| 스타 걸‡                            | 2020.3.13   | 공동 제작 Gotham Group and Hahnscape Entertainment                                                 |
| 돌핀 리프‡                          | 2020.4.3    | 공동 제작 Disneynature                                                                             |
| 엘리펀트 ‡                          | 2020.4.3    | 공동 제작 Disneynature                                                                             |
| 아르테미스 파울‡                    | 2020.6.12   | 공동 제작 TriBeCa Productions and Marzano Films                                                    |
| 해밀톤 ‡                            | 2020.7.3    | 공동 제작 5000 Broadway Productions, Nevis Productions, Old 320 Sycamore Pictures and RadicalMedia |
| 블랙 이즈 킹 ‡                      | 2020.7.31   | 공동 제작 Parkwood Entertainment                                                                   |
| 매직 캠프 ‡                         | 2020.8.14   | 공동 제작 Gunn Films and Team Todd                                                                 |
| 더 원 앤 온리 이반 ‡                | 2020.8.21   | 공동 제작 Jolie Pas Productions                                                                    |
| 뮬란†                               | 2020.9.4    | 공동 제작 Jason T. Reed Productions Good Fear                                                      |
| 갓 마더드 ‡                         | 2020.12.4   | 공동 제작 The Montecito Picture Company                                                            |
| 세이프티 ‡                          | 2020.12.11  | 공동 제작 Mayhem Pictures and Select Films                                                         |
| 소울 ‡                              | 2020.12.25  | 공동 제작 픽사 애니메이션 스튜디오                                                                 |
| 플로라 & 울리세스 ‡                 | 2021.2.19   | 공동 제작 Netter Productions                                                                       |
| 라야와 마지막 드래곤 §              | 2021.3.5    | 공동 제작 월트 디즈니 애니메이션 스튜디오                                                          |
| 크루엘라 §                          | 2021.5.28   | 공동 제작 Gunn Films and Marc Platt Productions                                                    |
| 루카 ‡                              | 2021.6.18   | 공동 제작 픽사 애니메이션 스튜디오                                                                 |
| 정글 크루즈 §                       | 2021.7.30   | 공동 제작 Davis Entertainment, Flynn Picture Company and Seven Bucks Productions                   |
| 엔칸토: 마법의 세계                 | 2021.11.24  | 공동 제작 월트 디즈니 애니메이션 스튜디오                                                          |
| 비틀즈: 겟 백: 옥상 콘서트          | 2022.1.30   | 공동 제작 애플 and WingNut Films                                                                   |
| 메이의 새빨간 비밀 ‡                | 2022.3.11   | 공동 제작 픽사 애니메이션 스튜디오                                                                 |
| 베터 네이트 댄 에버 ‡               | 2022.4.1    | 공동 제작 Marc Platt Productions                                                                   |
| 폴라 베어 ‡                         | 2022.4.22   | 공동 제작 Disneynature                                                                             |
| 칩과 데일: 다람쥐 구조대 ‡          | 2022.5.20   | 공동 제작 Mandeville Films                                                                         |
| 버즈 라이트이어 ‡                   | 2022.6.17   | 공동 제작 픽사 애니메이션 스튜디오                                                                 |
| 라이즈 ‡                            | 2022.6.24   | 공동 제작 Faliro House Productions                                                                 |
| 피노키오 ‡                          | 2022.9.8    | 공동 제작 ImageMovers and Depth of Field Studios                                                   |
| 호커스 포커스 2 ‡                   | 2022.9.30   | 공동 제작 David Kirschner Productions and Weimaraner Republic Pictures                             |
| 마법에 걸린 사랑 2 ‡                | 2022.11.18  | 공동 제작 Josephson Entertainment, Andalasia Productions, Right Coast Productions                  |
| 스트레인지 월드                     | 2022.11.23  | 공동 제작 월트 디즈니 애니메이션 스튜디오                                                          |
| 윔피 키드: 로드릭 형의 법칙 ‡       | 2022.12.2   | 공동 제작 Bardel Entertainment                                                                     |
| 박물관이 살아있다: 돌아온 카문라 ‡  | 2022.12.9   | 공동 제작 21 Laps Entertainment, Alibaba Pictures and Atomic Cartoons                              |
| 창 캔 덩크 ‡                        | 2023.3.10   | 공동 제작 Hillman Grad Productions and Makeready                                                   |
| 피터팬 & 웬디 ‡                     | 2023.4.28   | 배급 디즈니+, 공동 제작 Whitaker Entertainment and Roth/Kirschenbaum Films                         |
| 크라터 ‡                            | 2023.5.12   | 배급 디즈니+, 공동 제작 21 Laps Entertainment                                                      |
| 인어공주                            | 2023.5.26   | 공동 제작 De Luca Marshall and Marc Platt Productions                                              |
| 엘리멘탈                            | 2023.6.16   | 공동 제작 픽사 애니메이션 스튜디오                                                                 |
| 월드 베스트 ‡                       | 2023.6.23   | 배급 디즈니+                                                                                       |
| 인디아나 존스: 운명의 다이얼        | 2023.6.30   | 공동 제작 루카스필름                                                                               |
| 헌티드 맨션                         | 2023.7.28   | 공동 제작 Rideback                                                                                 |
| 위시                                | 2023.11.22  | 공동 제작 월트 디즈니 애니메이션 스튜디오                                                          |
| 여인과 바다‡                        | 2024.5.31   | 공동 제작 제리 브룩하이머 필름                                                                     |
| 인사이드 아웃 2                     | 2024.6.14   | 공동 제작 픽사 애니메이션 스튜디오                                                                 |

## 개봉 예정 영화
| 제목                          | 북미 개봉일 | 비고                                       |
| ----------------------------- | ----------- | ------------------------------------------ |
| 모아나 2                      | 2024.11.27  | co-production with Pixar Animation Studios |
| 모두의 리그: 이기거나 지거나‡ | 2024.12.6   | co-production with Pixar Animation Studios |
| 무파사: 라이온 킹             | 2024.11.27  | co-production with Pastel Productions      |

## 같이 보기
- 디즈니의 장편 애니메이션 영화 목록
- 월트 디즈니 스튜디오의 영화 목록
- 월트 디즈니 애니메이션 스튜디오
- 디즈니 채널
- 픽사
- 디즈니 네이처
- 디즈니툰 스튜디오
- 마블 스튜디오
- 루카스필름
- 20세기 스튜디오
- 폭스 스타 스튜디오
- 할리우드 픽처스
- 터치스톤 픽처스
- 프리폼
- 폭스 2000 픽처스
- 블루 스카이 스튜디오
- 미라맥스